# Jurswailly Luciano
Jurswailly Luciano (Willemstad, 25 maart 1991) is een Nederlandse handbalster die uitkomt in de Franse competitie voor Metz Handball.
In maart 2016 tijdens het OKT in Metz (Frankrijk) is er een historisch hoogtepunt voor Luciano en het Nederlandse handbal, ze kwalificeerden zich voor het eerst voor de Olympische Spelen. Doordat de wedstrijd om het brons verloren werd van de huidige wereldkampioen Noorwegen (23-36), eindigden ze uiteindelijk op de vierde plaats.
In 2024 onderbrak Luciano haar handbalpension om Volendam uit te helpen die in degradatienoot zat.